# Tilburgs volkslied
Het Tilburgs volkslied is in 1938 geschreven door Piet Heerkens (1897-1944), een priester-missionaris geboren in Tilburg. De tekst is in het Tilburgs dialect geschreven.
Het bestond oorspronkelijk uit twee coupletten. In 1977 werd een derde couplet geschreven door Jos Biesen, lid van Tilburgs mannenkoor 'La Renaissance' ter gelegenheid van een optreden van het koor in een programma op de Duitse zender ZDF omdat het oorspronkelijke lied te kort werd bevonden.
'k Zie oe daor zo gère ligge,
Tilburg, waor 'k geboore ben,
Mee oe kerken, oe febrieke,
Waor ik iedere lijn van ken.
'k Zie zo gèren al die toorens,
mee d'r kruise fier in top,
't blauw deurboore naost de schaawe
mee d'r pluimen om d'r kop.
Want de toorens van oe kerken
En oe schaawe zinge schôôn,
Zinge men van bidden en werke,
Lieve liekes zonder tôôn.
Deurom zie 'k oe daor gère,
Tilburg, waor 'k geboore ben,
Mee oe kerken, oe febrieke,
Waor ik iedere lijn van ken.
Tilburg dè ge zô meut blève
Tilburg waor 'k gebore ben
'k zal dan zinge hil m'n lève
liekes die ik van oe ken.
'k Heb van jouw veul schône dinge
hil m'n hart aon oe verpaand.
'k Zal van jou dus blève zinge
Tilburg Schôônste stad van 't laand
'k Zal van jou dus blève zinge
Tilburg Schôônste stad van 't laand

## Nederlandse vertaling
Ik zie je daar zo graag liggen,
Tilburg, waar ik geboren ben,
Met je kerken, je fabrieken,
Waar ik iedere lijn van ken.
Ik zie zo graag al die torens,
Met hun kruisen fier in top,
Het blauw doorboren naast de schoorstenen
Met hun pluimen om hun kop.
Want de torens van je kerken
En je schoorstenen zingen mooi,
Zingen mij van bidden en werken
Lieve liedjes zonder melodie.
Daarom zie ik jou daar zo graag,
Tilburg, waar ik geboren ben
Met je kerken, je fabrieken,
Waar ik iedere lijn van ken.
Tilburg, dat je zo mag blijven,
Tilburg waar ik geboren ben.
Ik zal dan zingen heel mijn leven
Liedjes over jou die ik ken.
Ik heb van jou veel mooie dingen,
Heel mijn hart aan jou verpand.
Ik zal over jou dus blijven zingen:
Tilburg, mooiste stad van 't land.
Ik zal over jou dus blijven zingen:
Tilburg, mooiste stad van 't land.